# Ao Vivo no Rio
Ao Vivo no Rio es el título del segundo DVD en vivo del cantante brasileño Luan Santana, a lanzarse el 10 de abril del 2011.

## Información
El concierto fue grabado en la Arena Multiuso de Río el 11 de diciembre del 2010, con más de 15 mil personas presentes. El álbum cuenta con la participación de otros cantantes como Ivete Sangalo en el tema "Química de amor", primer sencillo del trabajo lanzado en vivo, siendo lanzado más tarde oficialmente como segundo sencillo.
El primer sencillo oficial fue el tema "Adrenalina", colocado como un bonus, una canción considerada por muchos sitios y periódicos como el punto más alto del espectáculo, teniendo más de 2 millones de visualizaciones en YouTube cuando lanzó el video.
El DVD también cuenta con la participación de la cantante mexicana Belinda en el tema "Meu Menino (Minha Menina)" y con el dúo Zezé di Camargo y Luciano en el medley "Amor Distante / Inquilina De Violeiro".

## Lista de canciones
1. Abertura
2. Adrenalina
3. Um Beijo
4. Palácios E Castelos
5. Química do Amor (feat. Ivete Sangalo)
6. As Lembranças Vão Na Mala
7. Não Era Pra Ser
8. Você não Sabe o que É Amor
9. A Bússola
10. Feiticeiro
11. Superamor
12. Sinais
13. Meu Menino (Minha Menina) (feat. Belinda)
14. Vou Voar
15. Desculpas
16. Chocolate
17. Amar Não é Pecado
18. Pot-Pourri: Amor Distante / Inquilina De Violeiro (feat. Zezé Di Camargo & Luciano)
19. Conquistando o Impossível
20. Meteoro

### Sencillos
- "Adrenalina" (versión estudio)
- "Química do Amor" (feat. Ivete Sangalo)
- "Um Beijo"
- "Palacios e Castelos

## Histórico de lanzamiento
| País    | Fecha               | Formato                  | Disquera  |
| ------- | ------------------- | ------------------------ | --------- |
| Brasil  | 18 de marzo de 2011 | preventa                 | Som Livre |
| Brasil  | 10 de abril de 2011 | CD, DVD descarga digital | Som Livre |
| Uruguay | 18 de marzo de 2011 | venta                    | Som Livre |
| Uruguay | 10 de abril de 2011 | CD DVD                   | Som Livre |